# 100 Knives Inside
100 Knives Inside (nogen gange nemmere stavet 100KI & og i daglig tale Knivene) er et dødsmetalband fra Herning i Midtjylland. I juni 2008 udgav bandet deres debut-ep Diminishing Liberty, og fik i november 2008 sangen "Senseless Generation" inkluderet på opsamlingsalbummet Kill City vol. 12 100 Knives Inside har bl.a. spillet på Fermaten og til Godzz Fest i 2007. De har også været opvarmningsband for Scamp, The Burning, Mnemic, The Chariot, Mercenary, The Haunted og Napalm Death.
Trommeslager Chris Pedersen og bassisten Ian Grøndlund forlod bandet i perioden Oktober-November måned og blev senere erstattet af Martin Jensen (bassist) og Nikolaj Lauszus (Trommer).  
Bandet blev dannet i sommeren 2006 af guitaristen Zalan Khattak der i sin tid dannede bandet som et sideprojekt til hans daværende band Disbelieve. 100 Knives Inside er inspireret af bands som Decapitated, Job For A Cowboy og Meshuggah, og deres musikstil betegnes som en form for progressiv dødsmetal.

## Diskografi
- 2008: Diminishing Liberty (EP)
- 2010: Moral Fabrication (EP)

## Medlemmer
- Kim Song Sternkopf – Vokal (2011-)
- Zalan Khattak – Guitar, baggrundsvokal (2006-)
- Thomas Hoff – Guitar (2007-)
- Martin Jensen – Bas (2008-)
- Nikolaj Lauszus – Trommer (2008-)

### Tidligere medlemmer
- Jesper Feldborg – Bas (2006)
- Martin Rytter – Guitar (2006-2007)
- Morten Trier – Bas (2007)
- Chris Pedersen – Trommer (2006-2008)
- Ian Grønlund – Bas (2007-2008)
- Simon Jakobsen – Vokal (2006-2011)